# Wszystko, co kocham
Wszystko, co kocham (Engels: All That I Love) is een Poolse dramafilm van Jacek Borcuch uit 2009. De film won meerdere prijzen op het Poolse Filmfestival van 2009.

## Verhaal
Terwijl Polen in een crisis belandt door verscheidene protestacties proberen Janek, Staszek, Kazik en Diabeł een punkband te vormen. Echter, door de sociale druk en tumult binnen de groep blijkt het moeilijker dan verwacht om het kwartet samen te houden.

## Rolverdeling
| Acteur                | Personage  |
| --------------------- | ---------- |
| Mateusz Kościukiewicz | Janek      |
| Olga Frycz            | Basia      |
| Jakub Gierszal        | Kazik      |
| Mateusz Banasiuk      | Staszek    |
| Igor Obłoza           | Diabeł     |
| Katarzyna Herman      | Sokołowska |